# Chondrosum brevisetum
Chondrosum brevisetum är en gräsart som först beskrevs av George Vasey, och fick sitt nu gällande namn av Clayton. Chondrosum brevisetum ingår i släktet Chondrosum och familjen gräs. Inga underarter finns listade i Catalogue of Life.